# Edouard Beaupré
Edouard Beaupré (Willow Bunch, 9 gennaio 1881 – St. Louis, 3 luglio 1904) è stata una delle 16 persone a superare i 244 cm (8 piedi).

## Biografia
Beaupré era il primogenito di 20 figli. Alla nascita non era particolarmente alto, ha cominciato ad accelerare verso i 3 anni. A 17 anni era alto 216 cm. Nel 1902 era alto 250 cm e pesava circa 180 kg. 
Nella sua vita lavorò come freak in un circo. Nel 1902 contrasse la tubercolosi, malattia che lo fece morire due anni dopo. Alla morte risultò essere alto 251 cm.